# Хоменко Йосип
Йосип Хоменко — сотник надвірної гетьманської компанійської хоругви, 1762 р.
Родоначальник однієї з гілок козацького роду Хоменків. Один з його нащадків — Андрій Хоменко, один з отаманів Холодного Яру, дід якого Ясь в часи Кримської війни отримав прізвисько Качур.